# Kuřim
Kuřim (niem. Gurein) − miasto w Czechach, w kraju południowomorawskim, około 16 km na północny zachód od Brna. Według danych z 31 grudnia 2003 powierzchnia miasta wynosiła 1 737 ha, a liczba jego mieszkańców 9 283 osób.
W mieście jest stacja kolejowa Kuřim.

## Demografia
| Rok             | 1970  | 1980  | 1991  | 2001  | 2003  |
| --------------- | ----- | ----- | ----- | ----- | ----- |
| Liczba ludności | 7 076 | 7 695 | 8 621 | 8 930 | 9 283 |

Źródło: Czeski Urząd Statystyczny